# Cabiria Andreian Cazacu
Cabiria Andreian Cazacu (Jászvásár, 1928. február 19. – Bukarest, 2018. május 22.) román matematikus, egyetemi tanár, a Román Akadémia tiszteletbeli tagja.

## Életpálya
Cabiria Andreian Cazacu 1928. február 19-én született Iași-ban. Matematika iránti érdeklődését édesapjától, Ioan T. Ardeleanutól örökölte.
Középiskolai tanulmányainak első két évét szülővárosában, az utolsó kettőt pedig egy év alatt, 1945-ben a Bukaresti Központi Leányiskolában (Școala Centrală de Fete) végezte. Egyetemi tanulmányait a Bukaresti Egyetem matematika tanszékén folytatta, 1966-ban szerezve meg diplomáját. Matematikai doktori címét 1955-ben ugyanezen egyetemen szerezte meg.
Először rövid ideig algebrával foglalkozott, de Simion Stoilow hatására a komplex analízis felé fordult. Fő kutatási területei a Riemann-felület, Nevanlinna-elmélet és gyűrűelmélet.
A Román Akadémia Matematikai Intézetének 1951–1969 között tudományos, 1969-től tiszteletbeli kutatója.
2006 óta a Román Akadémia tiszteletbeli tagja.
Pedagógiai munkássága részeként 1950–1998 között a Bukaresti Egyetem matematika tanszékén előbb tanársegédként, majd fokozatosan előrelépve, 1968-tól professzorként tanított, 1976–1984 között pedig a kar dékánja volt.

## Díjak, kitüntetések
- Tudományos tevékenységéért 1966-ban megkapta a Román Akadémia Simion Stoilow-díját(wd).

## Válogatott publikációk
Több mint száz tudományos publikációja és hat könyve jelent meg.
- Sisteme de ecuații liniare, 1951
- Teoria funcțiilor de o variabilă complexă. II (Simion Stoilowval), 1958
- Reprezentări cvasiconforme, in Probleme moderne de teoria funcțiilor, 1965
- Suprafețe Riemanniene, in Topologie, Categorii ți Suprafețe Riemanniene, 1966
- Teoria funcțiilor de mai multe variabile complexe, 1971
- Theorie der Funktionen mehrerer komplexer Veränderlicher, 1975
- Contribuții în teoria funcțiilor complexe și în topologie, 1983